# Ajo
Ajo is een plaats (census-designated place) in de Amerikaanse staat Arizona, en valt bestuurlijk gezien onder Pima County.
Ajo ligt in vogelvlucht ongeveer 50 km van de grens met Mexico.
In Ajo werd van 1910 tot 1985 koper ontgonnen in dagbouw. De grote mijnput ten zuiden van de plaats, de terrils en de (drooggelegde) bezinkbekkens ten oosten domineren nog steeds het beeld van de plaats. Na de sluiting van de mijn stortte de lokale economie in; ongeveer 45% van de inwoners trokken weg uit Ajo. Het aantal inwoners daalde van 5189 in 1980 naar 2919 in 1990.

## Demografie
Bij de volkstelling in 2000 werd het aantal inwoners vastgesteld op 3705.

## Geografie
Volgens het United States Census Bureau beslaat de plaats een oppervlakte van
72,7 km², geheel bestaande uit land.

## Plaatsen in de nabije omgeving
De onderstaande figuur toont nabijgelegen plaatsen in een straal van 104 km rond Ajo.